# Три ущелья (регион)
Три ущелья (кит. трад. 三峽, упр. 三峡, пиньинь Sānxiá, палл. Санься́) — природный регион на реке Янцзы, протянувшийся на 200 км.
Три ущелья образуются там, где река Янцзы и её главный южный приток Уцзян пробиваются через горную гряду Ушань. Три ущелья — это:
- Ущелье Цюйтанся́ (кит. трад. 瞿塘峡, пиньинь Qútángxiá) — простирается от Байдичэна в уезде Фынцзе на востоке территории города центрального подчинения Чунцин до посёлка Даси в Юян-Туцзя-Мяоском автономном уезде Чунцина
- Ущелье Уся́ (кит. трад. 巫峡, пиньинь Wūxiá) — простирается от чунцинского уезда Ушань до уезда Бадун Эньши-Туцзя-Мяоского автономного округа провинции Хубэй
- Ущелье Силинся́ (кит. трад. 西陵峡, пиньинь Sìlíngxiá) — простирается от уезда Цзыгуй городского округа Ичан провинции Хубэй до Нанкинского прохода

Так как Янцзы с Уцзяном являются единственным водным путём, по которому можно добраться из провинций Сычуань и Гуйчжоу в восточный Китай, красоты трёх ущелий были давно замечены. Три ущелья описаны ещё в «Комментарии к Канону вод» (кит. трад. 水经注, пиньинь Shuǐjīngzhù), написанному Ли Даоюанем во времена империи Северная Вэй. Про них писал живший при империи Цзинь чиновник и поэт Юань Шаньсун, а знаменитый китайский поэт Ли Бо описал их в стихотворении «Рано утром выезжаю из города Боди». Сунский поэт Фань Чэнда в объёмном стихотворении «Похвала выжиганью полей» (оригинальное название: кит. упр. 劳畲耕, пиньинь láoshēgēng) пишет, как крестьяне в районе Трёх ущелий превратили малоплодородные горные почвы в преимущество, используя выжигание полей перед посевом пшеницы и бобов и получая выгоду от льготного налогообложения, что позволило им жить лучше, чем населению чернозёмных земель (княжество У).
Всемирную известность регион получил после того, как в районе посёлка Саньдоупин началось сооружение крупнейшей в мире ГЭС «Три ущелья».